# Peter Weber (sportiv)
Peter Weber (n. 22 decembrie 1938, Finsterwalde, Brandenburg, Germania – d. 17 mai 2024) a fost un gimnast german, medaliat olimpic. A participat la două ediții ale Jocurilor Olimpice (1964, 1968) în care a câștigat două medalii de bronz.